# Pantanal de Lavassaare
O Pantanal de Lavassaare (em estoniano:  Lavassaare soostik) é um complexo de zonas húmidas no condado de Pärnu, na Estónia. Este complexo é constituído por um dos maiores pântanos da Estónia.
A área do complexo é de 37.800 hectares.